# Юнг, Оуэн
О́уэн Юнг (Янг, англ. Owen D. Young; 27 октября 1874 — 11 июля 1962) — американский промышленник, предприниматель, юрист и дипломат. Основал RCA в качестве дочерней компании General Electric в 1919 году и стал её первым председателем и оставался в этой должности до 1929 года.
В 1929 году разработал и выдвинул второй план репарационных выплат Германии после Первой мировой войны — План Юнга.

## Цитаты
«Человеку, способному поставить себя на место других людей и понять ход их мыслей, нет необходимости беспокоиться о том, что уготовило ему будущее».